# Paracrocnida sinensis
Paracrocnida sinensis is een slangster uit de familie Amphiuridae.
De wetenschappelijke naam van de soort werd in 1917 gepubliceerd door Austin Hobart Clark.